# Agostino Barbarigo (doge)
Agostino Barbarigo (Venezia, 3 giugno 1419 – Venezia, 20 settembre 1501) fu un politico della Repubblica di Venezia ed è stato il 74º doge.

## Biografia
Figlio di Francesco Barbarigo e Cassandra Morosini, ebbe cinque figli dal matrimonio con Isabella Soranzo. Venne nominato podestà di Verona nel 1478 e nel 1482 di Padova, e durante questo periodo gli morì l'unico figlio maschio. Venne nominato provveditore delle terre del Polesine acquistando una notevole esperienza sia militare che politica che gli consentirono di gestire gli anni difficili che lo videro doge di Venezia.
Fu portato al potere dalla nuova nobiltà nel 1486, eletto doge il 30 agosto, dopo la morte del fratello Marco, dopo una difficile elezione che lo contrappose a Bernardo Giustinian in seguito ai risultati ottenuti nella guerra contro Ferrara. 
Nel 1495 organizzò una coalizione anti-francese per scacciare Carlo VIII dall'Italia, obiettivo centrato grazie alla battaglia di Fornovo.
Durante il suo dogato Venezia mirò all'acquisto di capisaldi in Romagna ed in Puglia e venne annessa definitivamente l'isola di Cipro (1489).

## Guerra contro i Turchi (1499-1503)
Con il sultano ottomano Bayezid II, successore di Maometto II, all'inizio i rapporti erano stati cordiali.
Ma dal 1492 iniziarono le difficoltà. Il sultano si offese per i dispacci cifrati che il bailo veneziano di Costantinopoli inviava al suo governo e gli intimò di lasciare il paese in tre giorni. Ben presto la rottura delle relazioni diplomatiche sfociò in guerra aperta. I mercanti veneziani presenti a Costantinopoli furono arrestati (1499); i bosniaci entrarono in Dalmazia ed arrivarono fino alle porte di Zara.
Le due flotte si scontrarono nelle acque di Navarino e, nonostante l'esito della battaglia risultasse incerto, Lepanto cadde nelle mani ottomane. Nel giugno 1499 Modone venne attaccata dal sultano in persona: dapprima oppose una buona resistenza, ma si arrese dopo poche settimane. Appena entrati gli ottomani massacrarono la popolazione senza pietà. Poco dopo anche Corone soccombeva a sua volta. Per la Repubblica di Venezia fu un colpo gravissimo, perché le due cittadine erano una base ed un rifugio per tutte le navi veneziane che vi facevano vela verso il Levante.
La guerra contro i Turchi si protrasse ancora per quattro anni; la pace del 1503 sancì per la Serenissima la perdita delle due fortezze e dell'isola di Santa Maura: a quel punto, Venezia in Morea non manteneva altro che Nauplia, Patrasso e Monemvasia.
Dopo la sua morte venne costituita l'istituzione degli Inquisitori sopra il Doge defunto, che volle mettere un freno ai suoi successori perché non avessero il potere del Barbarigo, che aveva lasciato cattiva fama sul suo operato; questo portò gli eredi a dover pagare una forte penale.

## Aspetti culturali
Durante il suo dogato, iniziarono i lavori che dettero a Piazza San Marco alcuni dei principali monumenti che ancora la caratterizzano: nel 1494 si gettavano le fondamenta per la torre dell'Orologio e nel 1495 per le Procuratie Vecchie.
Il 1º febbraio 1499 il doge inaugurò l'Orologio sulla torre. Una statua del doge fu posta a fianco del leone di San Marco, simbolo della città stessa, sulla parte superiore della facciata della torre. La statua fu, però, distrutta dai francesi nel 1797, per rappresentare anche visivamente la fine della Repubblica. Per sua iniziativa fece costruire anche la Scala dei Giganti di Palazzo Ducale, dei fratelli Marco e Pietro Lombardo.
Fu committente di Giovanni Bellini per il ritratto del fratello Marco destinato alla Sala del Consiglio Maggiore (1486-1487) e per la Pala Barbarigo (1488)

## Nella cultura di massa
Compare come alleato segreto nel videogioco Assassin's Creed II. Nei racconti successivi invece viene citato come antagonista.